# Saga (biograf, Stockholm)

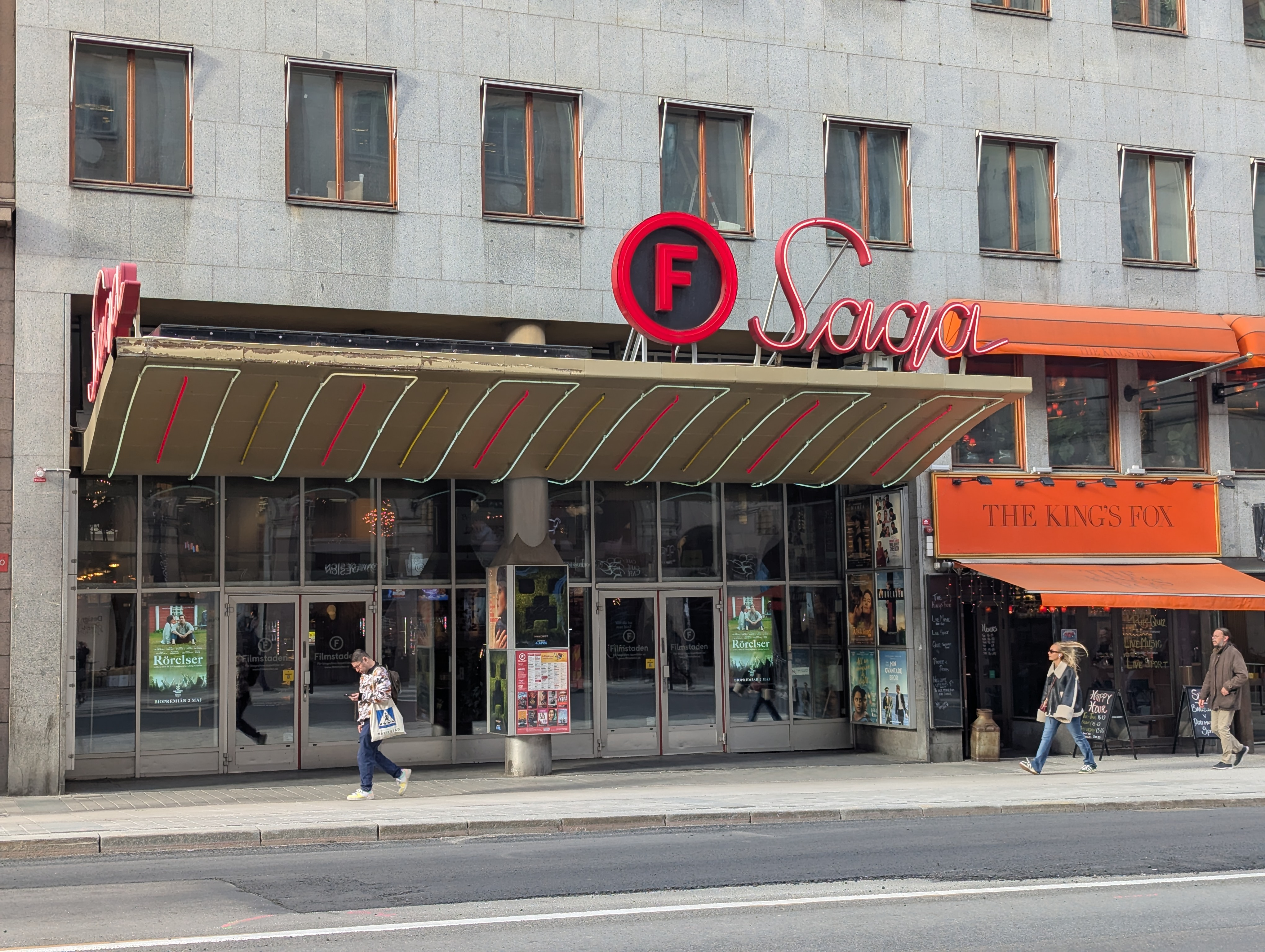
Biograf "Saga" i april 2025.

Saga är en biograf vid Kungsgatan 24 i Stockholm. Den öppnade 5 februari 1937, år 1991 tillkom tre salonger med namnen Anglais, Aveny och Bostock. Sagas klassiska neonskylt nominerades 2013 till årets Lysande skylt, en tävling som arrangeras sedan 2011 av Stockholms stadsmuseum.

## Biografens historik

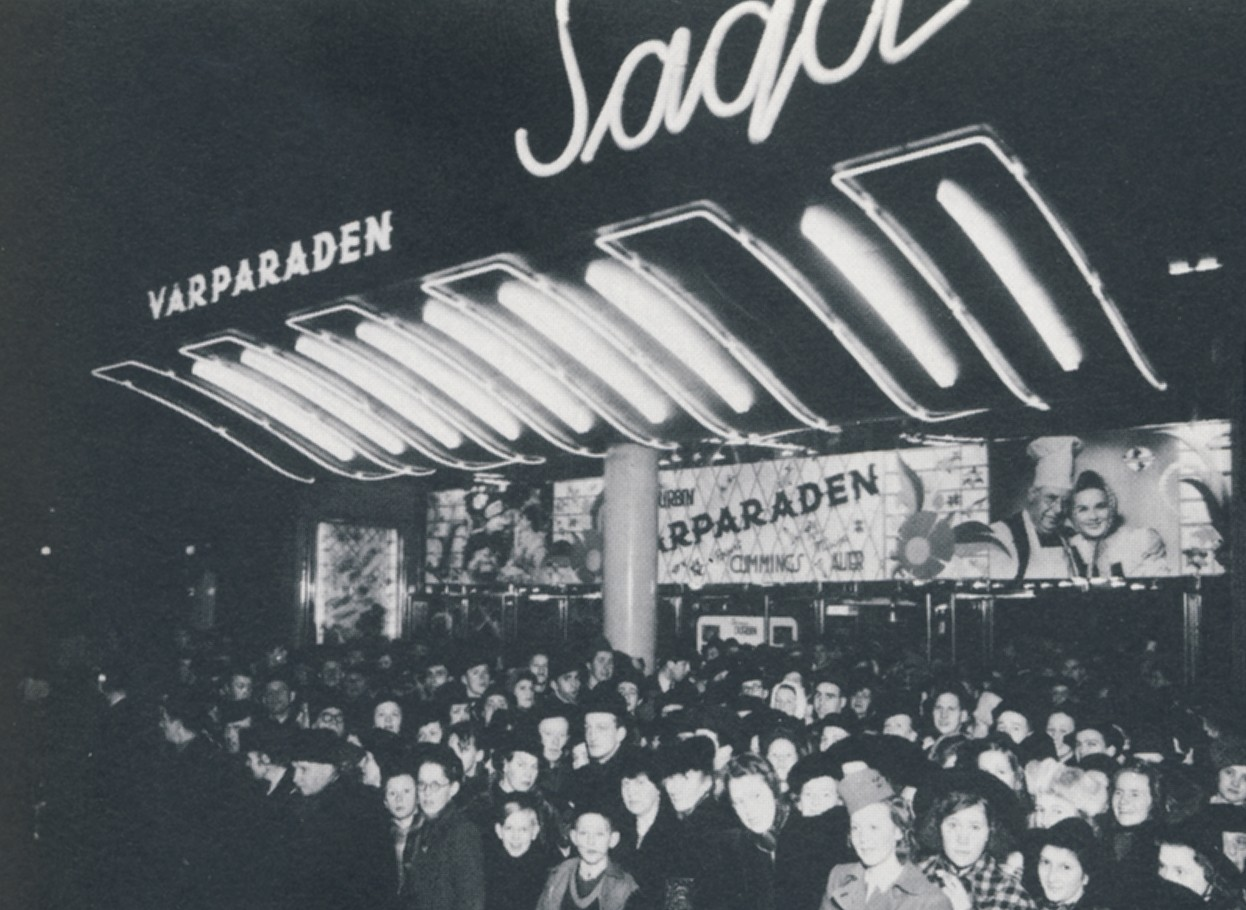
Saga 1941 med Henry Kosters "Vårparaden".

Saga var Europafilms stora premiärbiograf. Den byggdes i en av de nya kontorsfastigheterna längs Kungsgatans norra sida efter arkitekterna Adrian Langendals och Erik Högströms ritningar. Baldakinen över entrén är snett uppåtriktad och smyckades med omfattande neondekor. Foajén innanför var klädd med speglar på väggar och tak. Salongens väggar var klädda med mahognypaneler. Från början hade biografen 977 platser, varav 318 platser fanns på balkongen. Framför scenen fanns ett orkesterdike med plats för 25 musiker. Vid invigningen 5 maj 1937 läste Karl Gerhard en prolog som han själv hade skrivit.[källa behövs]
Inför premiären på filmen Mackennas guld 28 mars 1969 byggdes biografen om för att kunna visa 70 mm film. År 1984 övertogs Europa Film och Saga av Svensk Filmindustri. En ombyggnad av foajén gjordes 1990 i ett försök att där bedriva viss restaurangverksamhet. Detta fungerade inte som man hoppats på utan året därpå stängdes hela biografen för en större ombyggnad till flerbiograf. Då biografen öppnade igen hade den stora salongen byggts om till en brant lutande parkett. Under det gamla salongsgolvet tillkom tre mindre salonger. Dessa fick namn efter tre tidigare nedlagda Europa Filmsbiografer; Anglais, Aveny och Bostock. Totalt antal platser för alla fyra salonger är 851.

## Interiörbilder

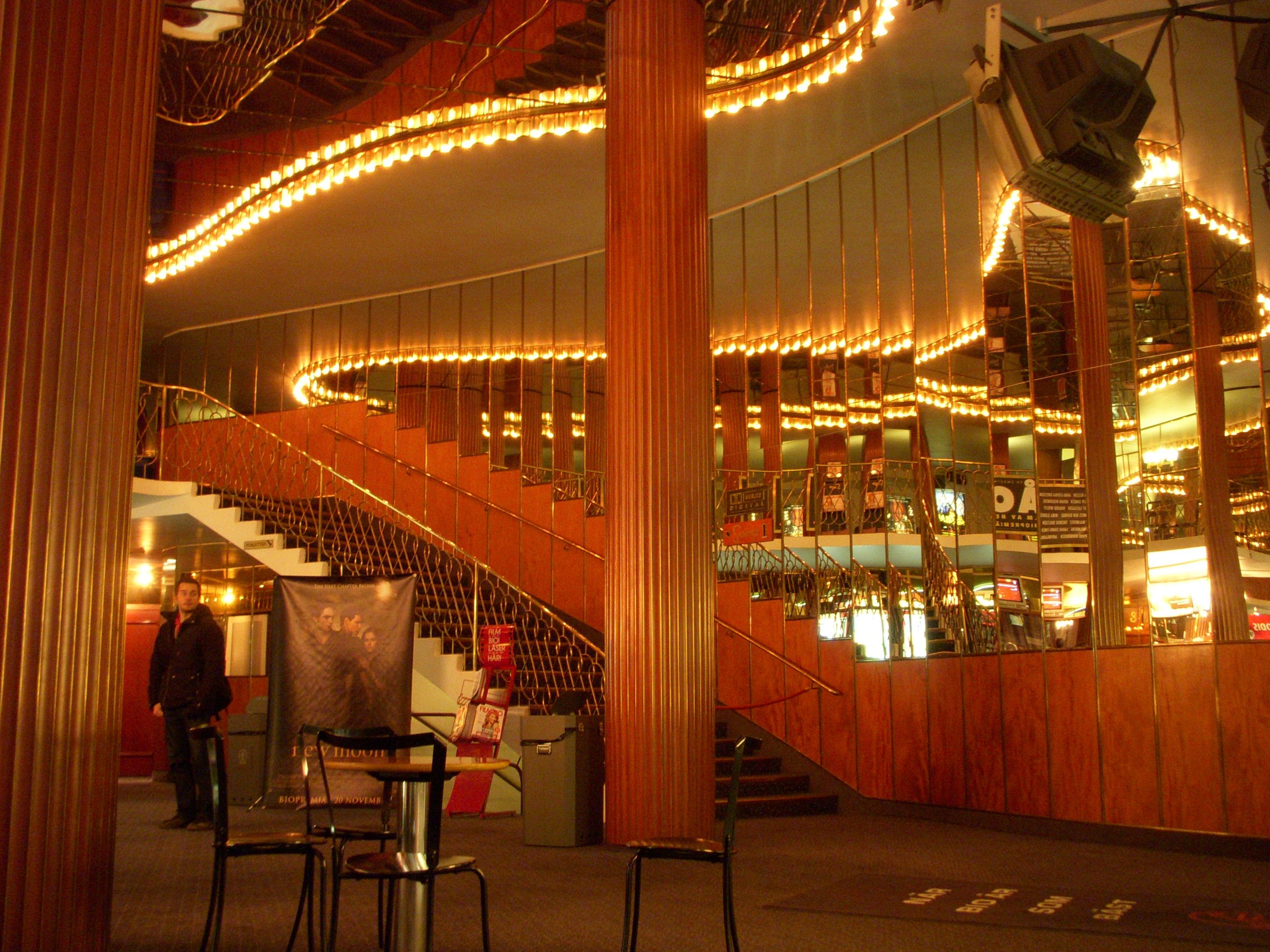
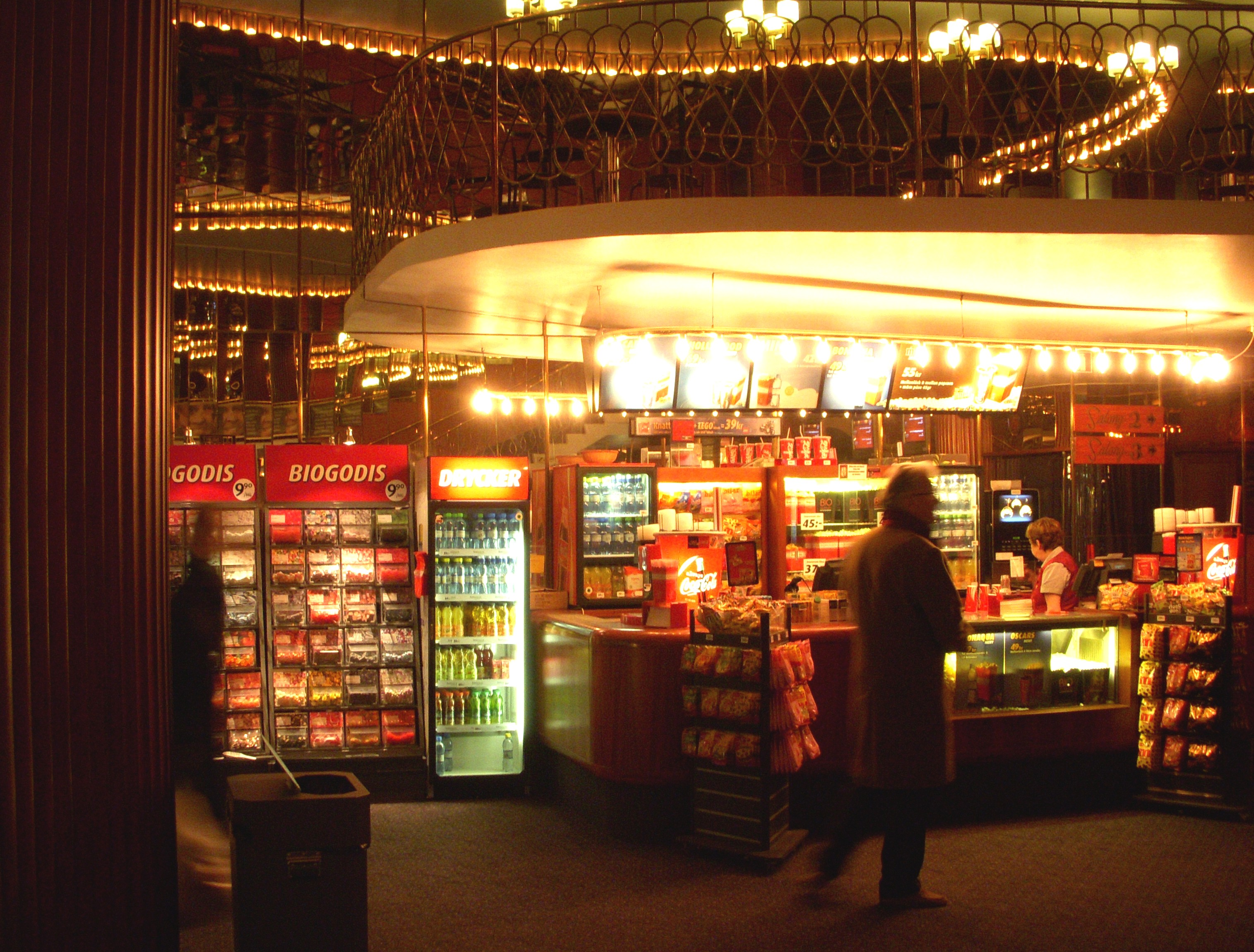
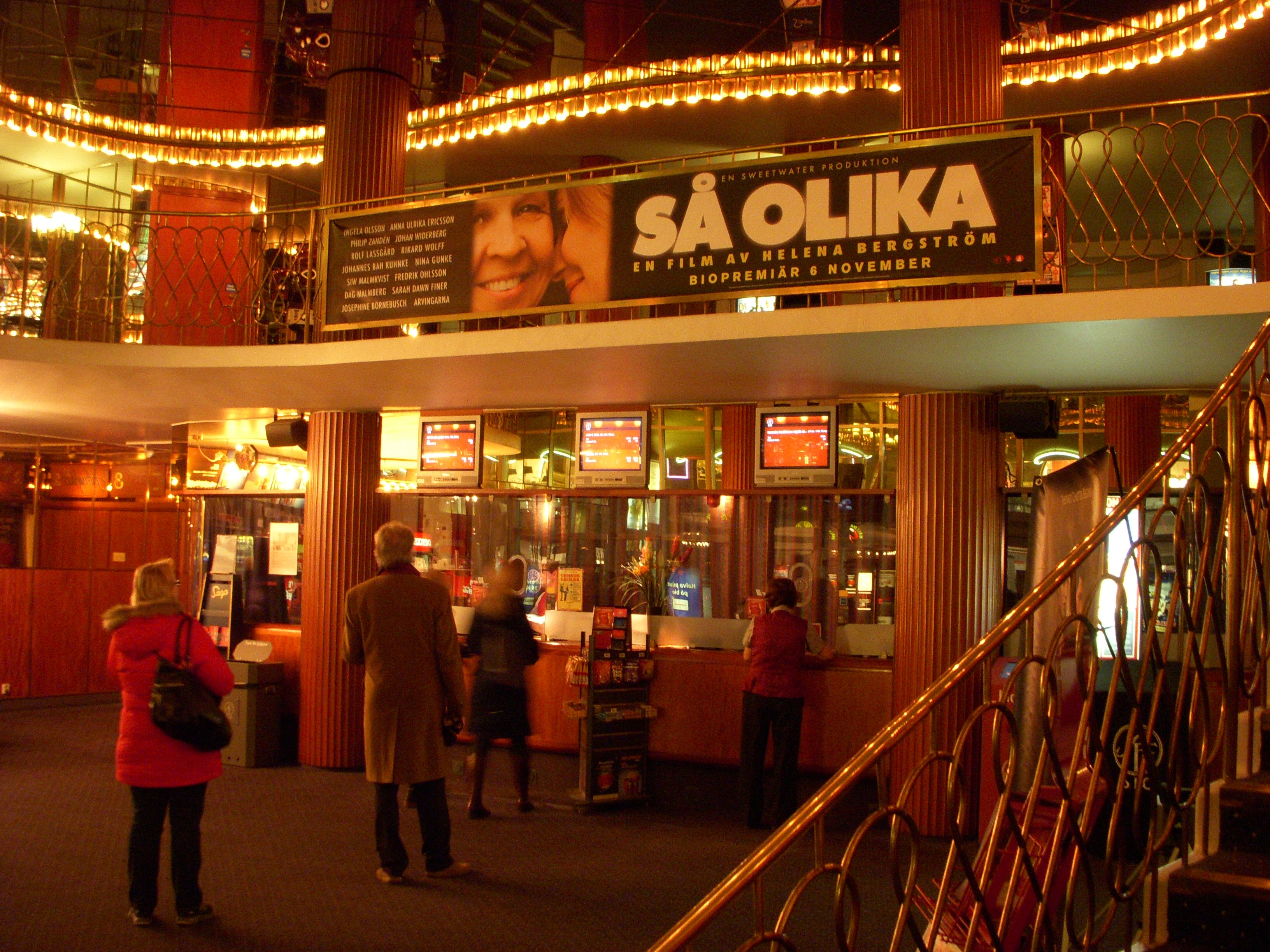
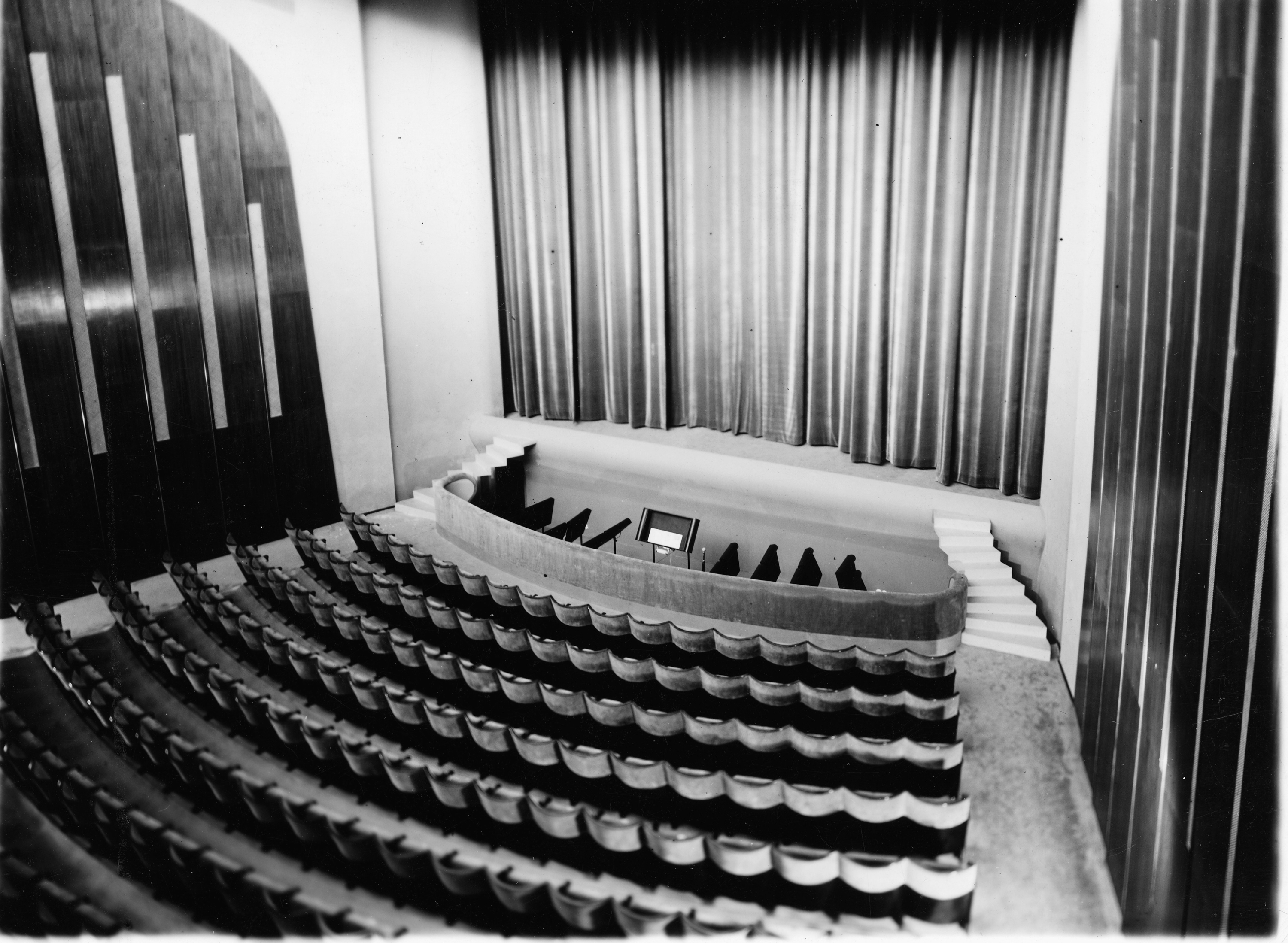
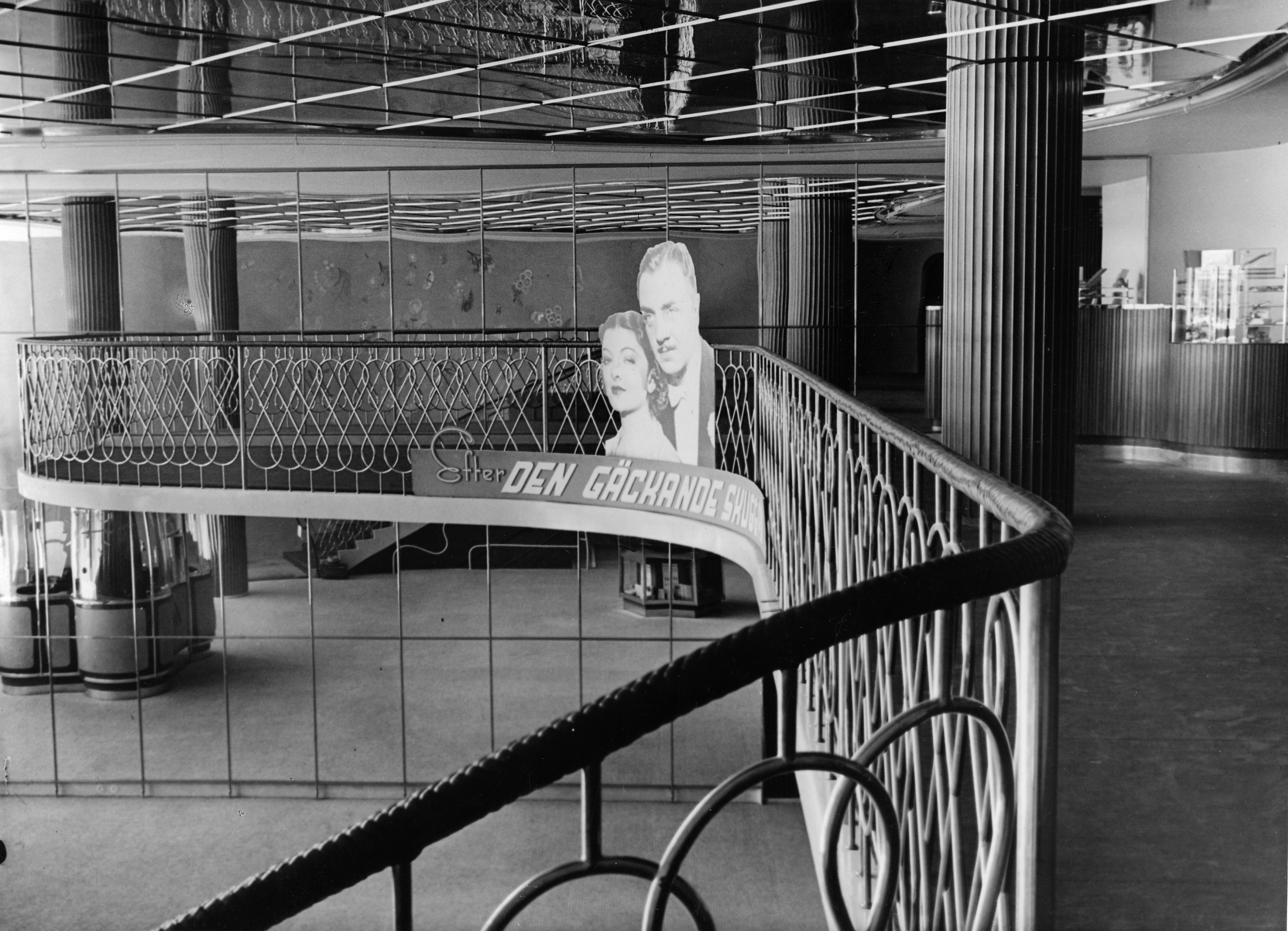
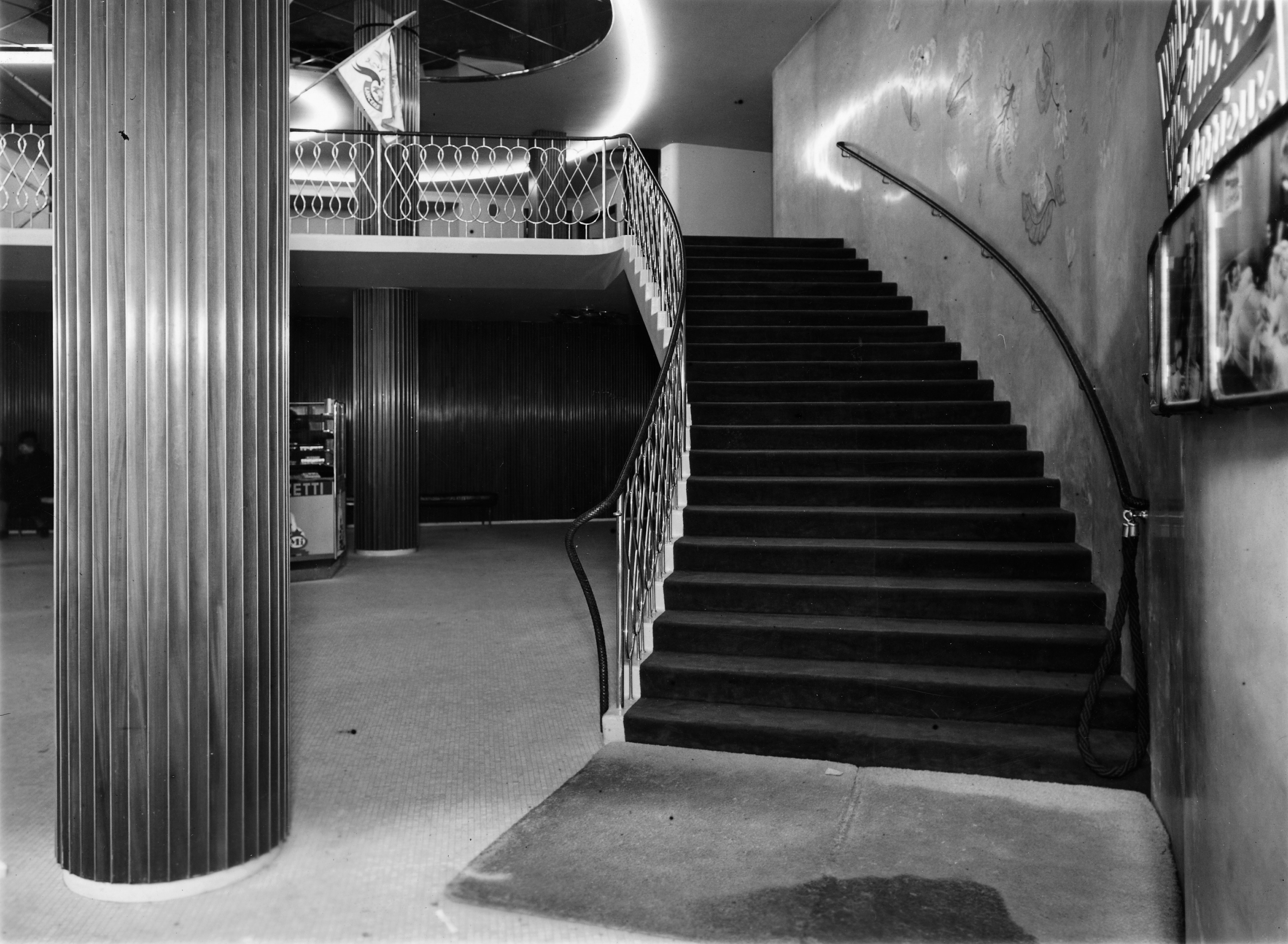
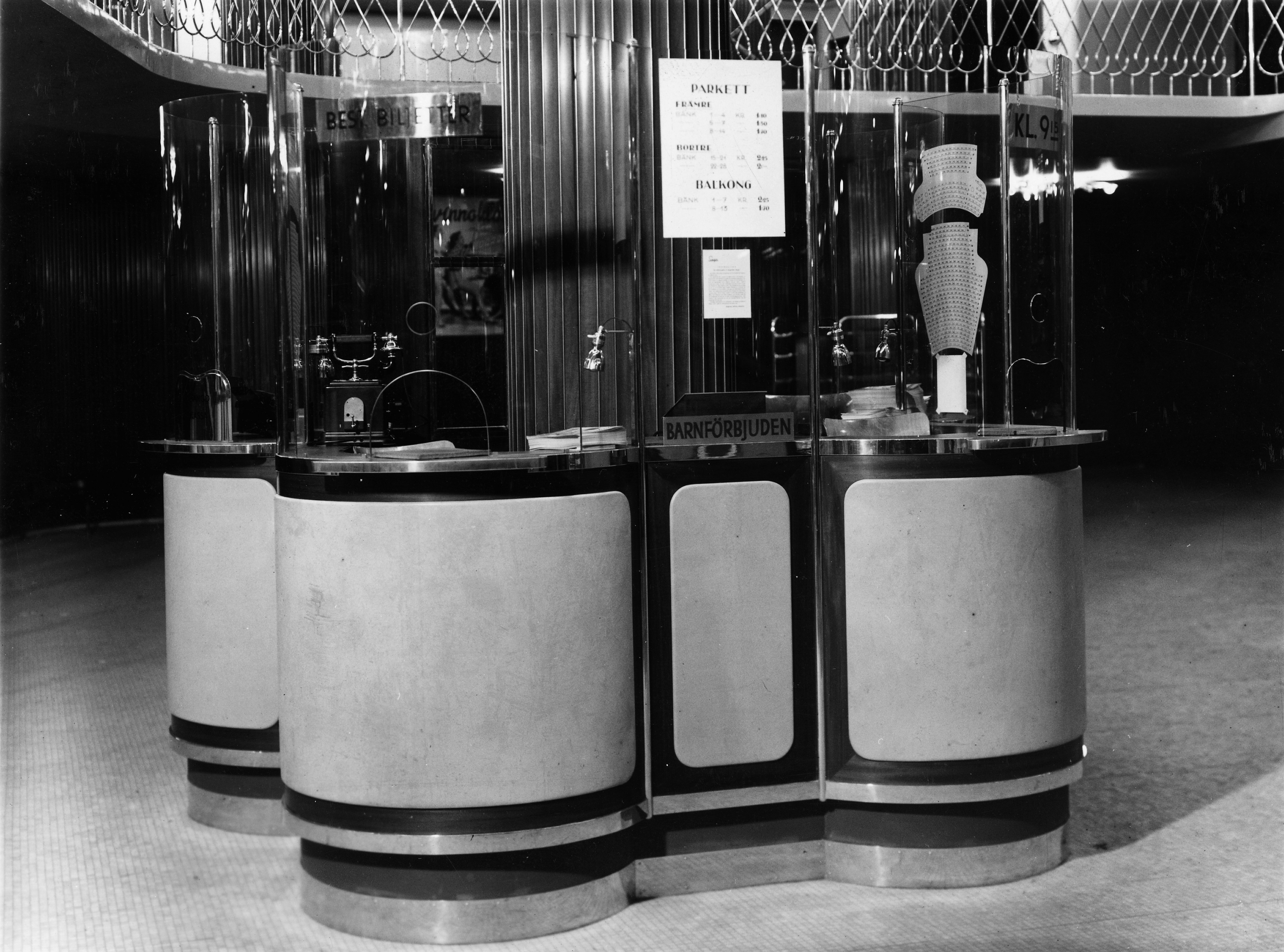
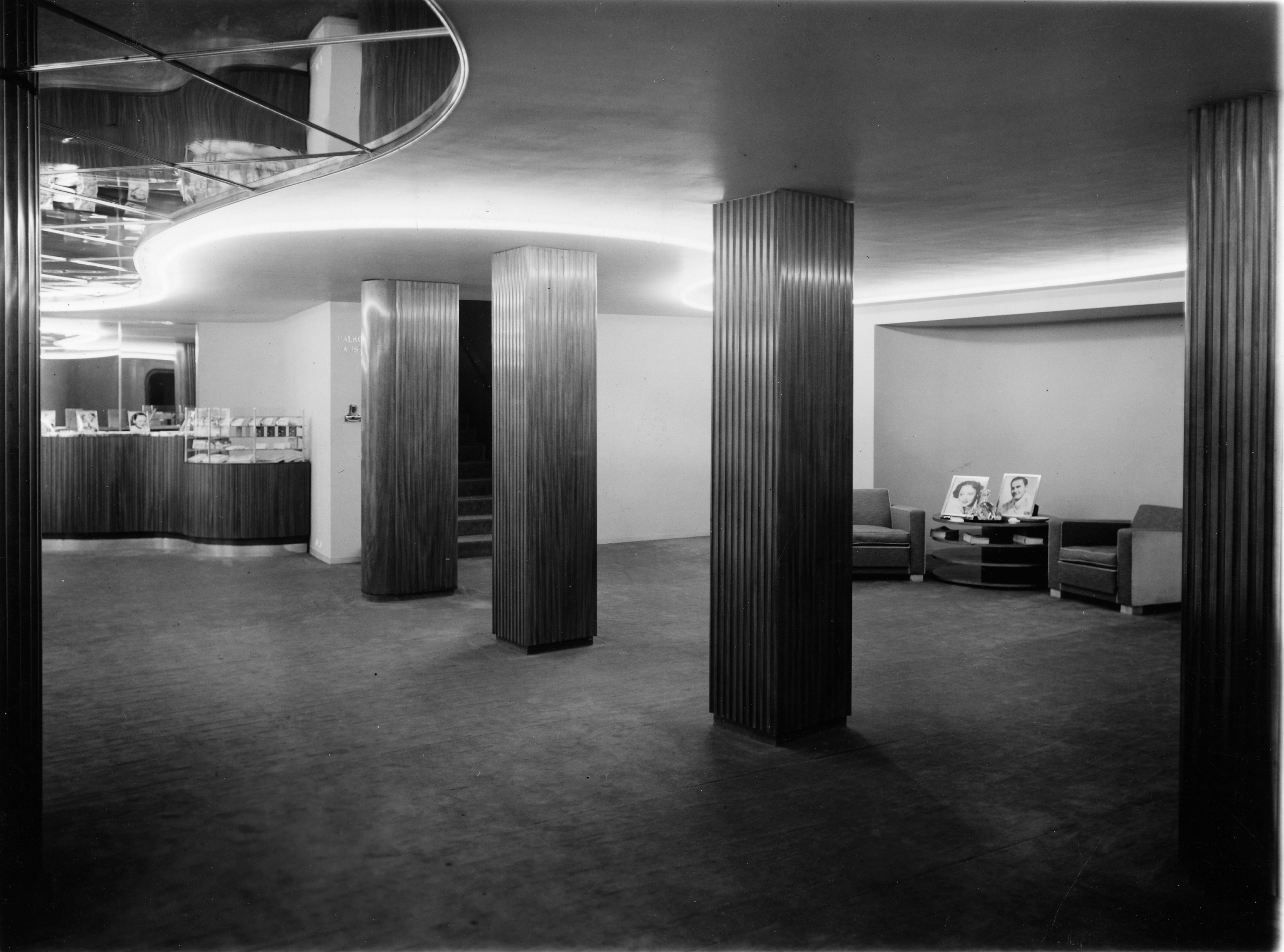

## Sagaskylten

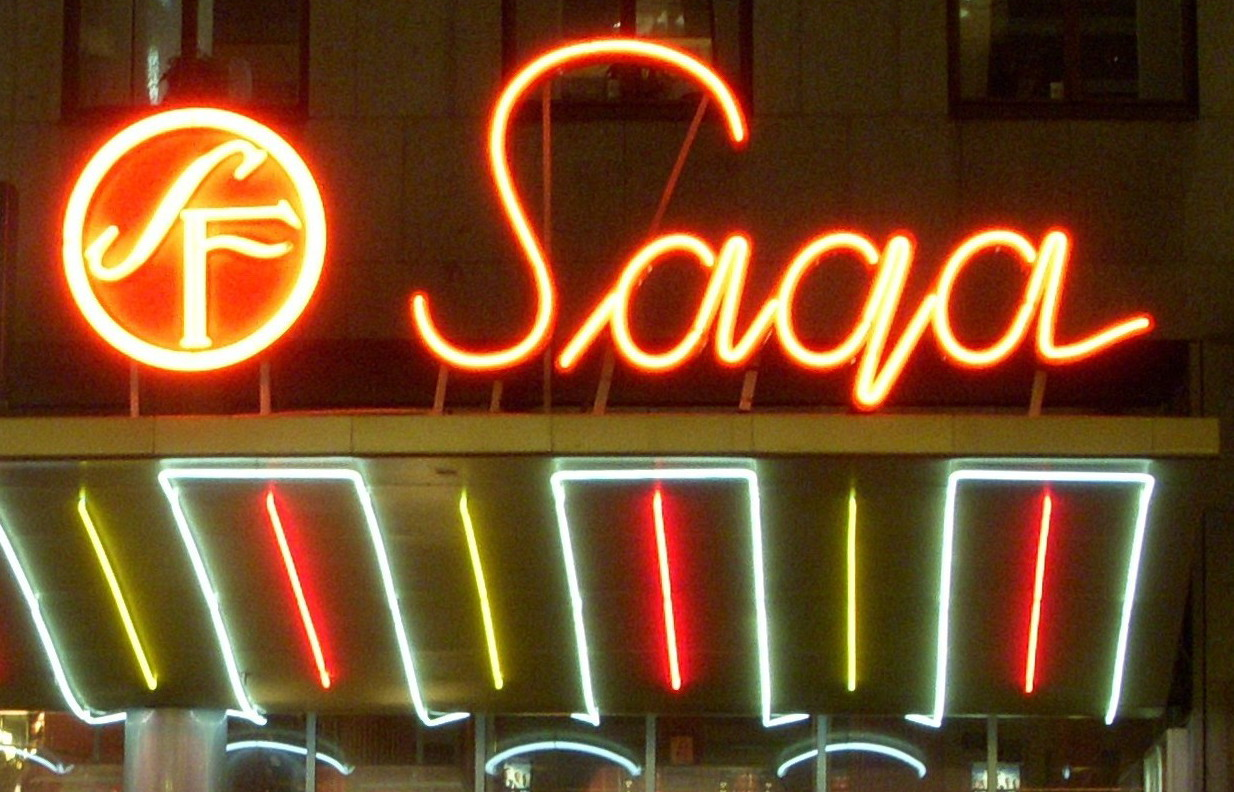
Sagaskylten, nominerat till Lysande skylt 2013.

Den klassiska Saga-skylten nominerades 2013 till årets Lysande skylt. Juryns motivering var: ”Som en saga tändes neonljuset 1937 utanför Saga vid Kungsgatan, de många biografernas gata i Stockholm. Fortfarande lyser Saga, en klassisk ljussymbol för stadens puls och modernitet.”